# 2015년 kt wiz 시즌
2015년 Kt 위즈 시즌은 kt 위즈가 KBO 리그에 참가한 첫 시즌이다. 조범현 감독이 팀을 이끈 2번째 시즌으로, 신명철이 주장을 맡았으나, 성적 부진으로 2군에 내려가자 이대형이 임시 주장을 맡았다. 팀은 10개 팀 중 최하위에 머물러 KBO 리그 최초의 10위 팀이 되는 불명예를 안았다.

## 타이틀
- 프리미어 12 금메달: 조무근
- 프리미어 12 은메달: 댄블랙
- KBO 골든글러브: 유한준 (외야수)
- 조아제약 프로야구대상 기량발전상: 박경수
- 플레이어스 초이스 어워드 알리안츠 특별상: 모든 프로야구 선수들
- 올스타전 추천선수: 장시환, 정대현, 박경수, 이대형
- 컴투스프로야구2022 타이틀홀더 라인업: 옥스프링 (선발투수), 장성우 (포수)
- 컴투스프로야구 선정 kt의 새로운 시작 라인업: 이대형, 장성호, 용덕한, 김사율, 박기혁
- 컴투스프로야구 선정 신고선수 출신 스타 선수: 김지열
- 컴투스프로야구 선정 고효율 FA 선수: 박경수
- 컴투스프로야구매니저 에이스 카드: 옥스프링 (우완 선발투수), 정대현 (좌완 선발투수), 조무근 (중계투수), 장시환 (마무리투수), 장성우 (포수), 김상현 (1루수), 박경수 (2루수), 박기혁 (유격수), 마르테 (3루수), 이대형 (외야수)
- 희생플라이: 장성우 (9)

### 퓨처스리그
- 아시아 윈터 베이스볼 리그 3위: 배정대
- 플레이어스 초이스 어워드 퓨처스리그 우수선수상: 이창진
- 퓨처스 올스타: 이윤학, 윤수강, 김영환, 송민섭
- 북부리그 타율: 이창진 (0.388)

## 선수단
- 선발투수: 옥스프링, 정대현, 저마노, 엄상백, 박세웅, 정성곤, 어윈
- 구원투수: 조무근, 홍성용, 김재윤, 최원재, 고영표, 윤근영, 심재민, 시스코, 안현준, 배우열, 김기표, 최대성, 이윤학, 주권, 이창재, 김사율
- 마무리투수: 장시환, 홍성무, 김민수, 황덕균, 이준형, 이성민
- 포수: 용덕한, 장성우, 안중열, 윤수강, 이해창, 김종민
- 1루수: 댄블랙, 김상현, 모상기, 조중근, 신명철
- 2루수: 박경수, 김영환, 이창진
- 유격수: 박기혁, 김동은, 심우준
- 3루수: 마르테, 이지찬, 박용근, 문상철
- 좌익수: 오정복, 송민섭, 김민혁, 김진곤
- 중견수: 이대형, 배정대
- 우익수: 하준호, 김지열
- 지명타자: 장성호, 윤요섭, 윤도경, 김동욱, 김태훈

## 특이 사항
- 수원케이티위즈파크를 홈구장으로 사용한 첫 시즌으로, 잔디도 금잔디에서 켄터키 블루그래스로 교체했다. 좌석 수는 기존 14000석에서 20200석으로 늘렸다.
- 주권은 2007년에 중국에서 대한민국으로 귀화한 선수로, KBO 리그 역대 최초의 귀화 선수다.
- 댄블랙은 원래 KBO 등록명이 블랙이었으나 성까지 포함한 댄블랙으로 변경했다. KBO 등록명을 변경한 외국인 선수는 댄블랙이 처음이다.
- 마르테는 후반기 15병살로 KBO 리그 역대 단일 시즌 후반기 최다 기록을 세웠다.
- 9위 LG 트윈스와의 승차는 12.5경기였으며, 이는 정규시즌 3위 두산 베어스와 8위 롯데 자이언츠의 승차와 같았다.
- 어윈은 개막전에 선발등판하여 구단 사상 KBO 리그 경기에 처음으로 등판한 투수가 되었으며, 뒤이어 등판한 정대현이 구단 사상 첫 패전 투수가 되었다. 이날 경기에서 이창재가 첫 사구, 정대현이 첫 폭투를 기록했다.
- 옥스프링은 4월 11일 넥센 히어로즈와의 경기에서 구단 사상 첫 승을 따냈으며, 6월 4일 SK 와이번스와의 경기에서는 구단 사상 첫 완투승을 기록했다.
- 4월 12일 넥센 히어로즈와의 경기에서 윤근영이 구단 1호 홀드, 장시환이 구단 1호 세이브의 주인공이 되었다.
- 어윈은 6월 27에 웨이버 공시되어 구단 사상 처음으로 웨이버 공시된 선수가 되었다.
- 투수 홍성무는 8월 12일 한화 이글스와의 경기에서 주포지션이 투수인 선수 중 KBO 리그 사상 처음으로 희생플라이를 기록했다. 결론적으로 이 시즌 1타석 1희생플라이 WAR -0.02로 KBO 리그 역대 단일 시즌 0타수 타자 최저 WAR 기록을 세웠다.
- 하준호는 외야 보살 22회로 2013년 이후 KBO 리그 역대 단일 시즌 최다 외야 보살 기록을 세웠다.
- 이대형은 포스 아웃 출루 31회로 2013년 이후 단일 시즌 규정 타석 충족 타자 중 최다 기록을 세웠다.
- 박경수는 포크볼 타율 0으로 2013년 이후 규정 타석 충족 타자 중 단일 시즌 최저 기록을 세웠다.
- 심우준은 구단 사상 단일 시즌 최저 WAR(-1.46)을 기록했다.
- 정성곤은 이 시즌까지 통산 사이영포인트 -19.9로 KBO 리그 역대 10대 투수 최저 기록을 세웠다.
- 엄상백은 이 시즌까지 통산 도루 저지 6개로 KBO 리그 역대 10대 투수 최다 기록을 세웠다.
- 배정대는 이 시즌 1군에 데뷔하여 KBO 리그 역대 1군 출전 선수 중 첫 디지털문화예술대학교 출신 타자가 되었다.
- 김영환은 이 시즌 1군에 데뷔하여 KBO 리그 역대 1군 출전 선수 중 첫 서울사이버대학교 출신 타자가 되었다.
- 이윤학은 이 시즌 1군에 데뷔하여 KBO 리그 역대 1군 출전 선수 중 첫 디지털문화예술대학교 출신 투수가 되었다.
- 김동은은 이 시즌 월요일 경기에서 5타수 5안타를 기록했다.
- 박경수는 조아제약 프로야구대상 기량발전상을 수상하여 구단 사상 최초의 조아제약 프로야구대상 수상자가 되었다.
- 성균관대학교 야구장이 2군 홈구장으로 사용된 마지막 시즌이다.
- 장성호는 이 시즌을 끝으로 은퇴하여 KBO 골든글러브 수상을 하지 못한 타자 중 가장 높은 통산 WAR을 기록한 선수가 되었다.
- 양형진, 이창진, 송민섭은 시즌 종료 후 상무 야구단에 입대하여 구단 사상 최초로 상무 야구단에 입대한 선수가 되었다.